# L'Anse-au-Loup (Labrador)
L'Anse-au-Loup is een gemeente (town) in de Canadese provincie Newfoundland en Labrador. De gemeente ligt aan de Straat van Belle Isle in het uiterste zuiden van de regio Labrador.

## Geschiedenis
In 1975 werd het dorp een gemeente met de status van local government community (LGC). In 1980 werden LGC's op basis van The Municipalities Act als bestuursvorm afgeschaft. De gemeente werd daarop automatisch een community om een aantal jaren later uiteindelijk een town te worden.

## Geografie
L'Anse-au-Loup ligt 20 kilometer ten oosten van de grens met de provincie Quebec. De plaats ligt langsheen Route 510, het zuidelijke gedeelte van de Trans-Labrador Highway, tussen de plaatsen Forteau en L'Anse-au-Diable. Het is de op een na grootste plaats aan de Straat van Belle Isle, na Blanc-Sablon. Het bevindt zich in de kustregio Labrador Straits.

## Demografie

### Demografische ontwikkeling
| Demografische ontwikkeling van L'Anse-au-Loup tussen 1951 en 2021          |
| -------------------------------------------------------------------------- |
|                                                                            |
| Bron: Statistics Canada (1951–1986, 1991–1996, 2001–2006, 2011–2016, 2021) |

### Taal
In 2021 had ruim 97% van de inwoners van L'Anse-au-Loup het Engels als moedertaal. Er waren daarnaast ook een handvol mensen die het Frans, het Tagalog of een Creoolse taal als moedertaal hadden. Er waren in totaal 25 mensen (4%) die het Frans machtig waren.

## Museum
In L'Anse-au-Loup is het Labrador Straits Museum gevestigd. Het heeft onder andere een permanente tentoonstelling over de 7500 jaar oude grafheuvel van L'Anse Amour.